# Giuseppe Maria Foppa

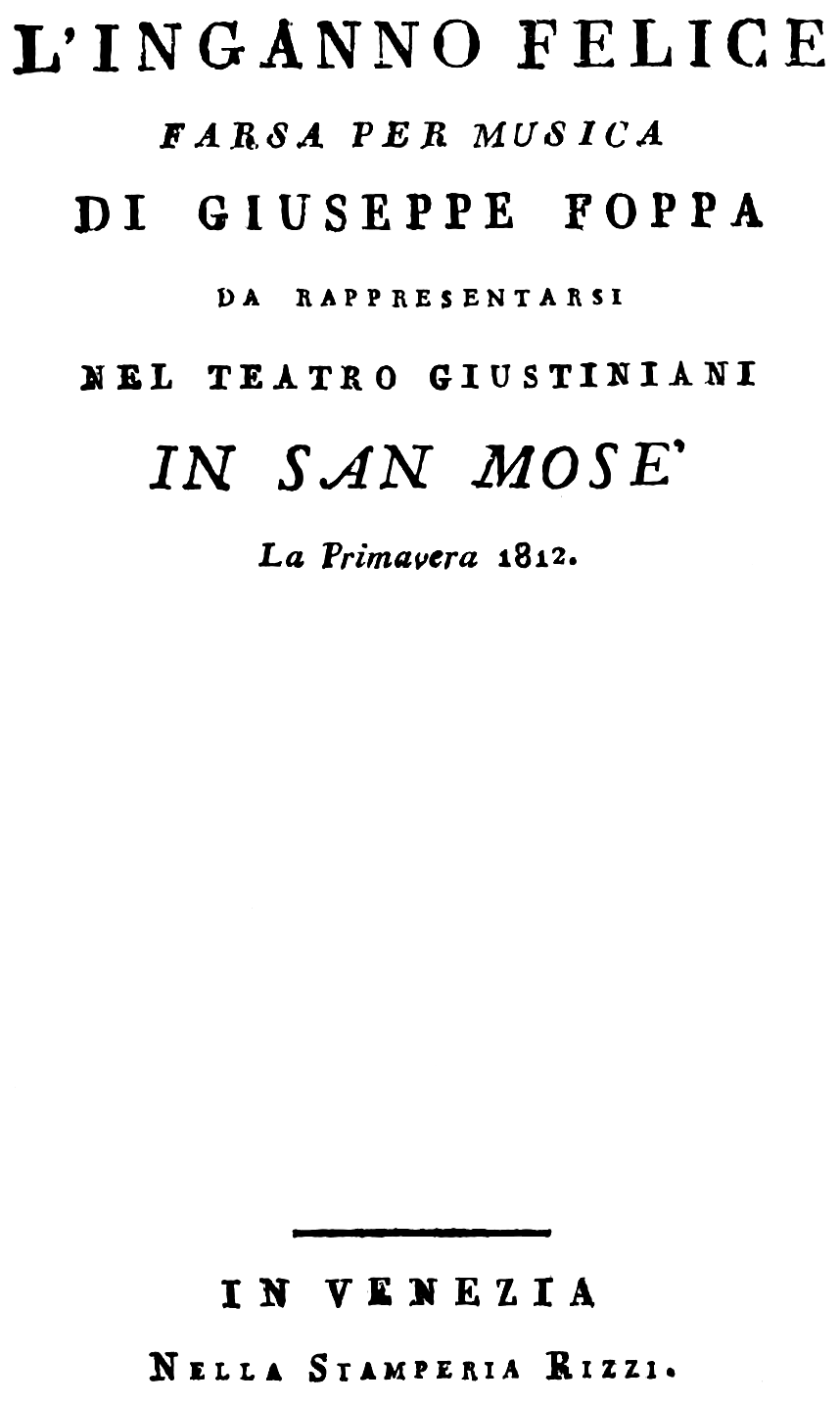
Strona tytułowa do libretta opery – Szczęśliwe oszukanie napisanego przez Giuseppe Foppa – Wenecja 1812

Giuseppe Maria Foppa (ur. 12 lipca 1760 w Wenecji, zm. 1 marca 1845 tamże) – włoski librecista, autor ponad 80 librett do oper przełomu XVIII i XIX wieku. Działał głównie w rodzinnym mieście, Wenecji, choć pisał sztuki i libretta dla teatrów w Mediolanie, Genui, Padwie, Reggio Emilia, Pistoi, Bolonii i Florencji.
Autor wielu librett, zwłaszcza z gatunku farsy, najlepiej zapamiętany z tekstów, do których Gioacchino Rossini napisał muzykę dla weneckich teatrów. W tym były trzy farsy: Szczęśliwe oszukanie (L’inganno felice); Jedwabna drabinka (La scala di seta); Signor Bruschino (Il signor Bruschino) i dramat Zygmunt (Sigismondo).
Do bardziej znanych jego dzieł należy też libretto do opera seria Romeo i Julia z muzyką Nicola Antonio Zingarelliego.